# Lieselotte Klingenberg
Lieselotte Klingenberg ( 1965 - ) es una botánica alemana, que desarrolla actividades académicas en el "Instituto de Sistemática Botánica", de la Universidad de Múnich.

## Algunas publicaciones
- 2007. Monographie der südamerikanischen Gattungen Haplopappus Cass. und Notopappus L. Klingenberg (Asteraceae-Astereae). N.º 157 de Bibliotheca botanica. Ed. Schweizerbart'sche Verlagsbuchhandlung. 331 pp. ISBN 3510480287

- La abreviatura «Klingenb.» se emplea para indicar a Lieselotte Klingenberg como autoridad en la descripción y clasificación científica de los vegetales.[1]